# أكيازي
أكيازي (بالتركية: Akyazı)‏، محافظة بتركيا.

## تاريخ المنطقة
Akyazı أيضا في منطقة صقاريا، اعتمادا على المجتمع معيشة أقل أجل ميسيا وBitany الأسماء. الأكثر طويلة الأمد لهذه الأسماء يمكن أن تحمي وجودها حتى القرن 9 قبل الميلاد، والقرن MS N. في البيثنية كان. Bithynians، Bedrik ومجتمع تشكلت من اندماج Moriondinler. المؤرخون Heredotes يقول إن تراقيون عند الانتهاء. البيثنية، يديا الملك Krosos تماما في أيدي من التاريخ الذي هزم يديانس في 546 قبل الميلاد الفارسي الملك II. وأضافت سايروس إلى هذه المنطقة من الأرض.
هزيمة الجيش الفارسي مرارا 334-332 قبل الميلاد المقدونية الملك الاسكندر الأكبر، كان التربة السائدة البيثنية. هذه المنطقة حتى 282 قبل الميلاد، وبقي الكسندر في يد القائد.
في 85 قبل الميلاد دخل الجيش الروماني في منطقة ساكاريا. IV ملك البيثنية. Nikonedes سقط روما إلى دولة تابعة. ثم استغرق المنطقة ساكاريا جزء في مقاطعة رومانية من بونتوس، البيثنية.

## فترة عهد الرومان
خلال القاعدة الأولى للروم البيثنية Akyazı البدء في قطع يد المملكة. بدء الملك Amintos قبل الميلاد بعد وفاة 27 وانخفضت هذه المنطقة من روما إلى دولة تابعة.

## دولة سلاجقة الأناضول
هذه المنطقة معركة ملاذكرد الصورة سنة واحدة بعد السيد Artuk من قبل السلاجقة اكتسبت "(1072). ولكن ألب أرسلان "على وفاة السيد Artuk كان يسمى الظهر. حتى في ساكاريا مرت مرة أخرى في أيدي البيزنطيين. ولكن كان Kutalmış ابنه سليمان استولى مرة أخرى بعد 1075't التي كتبها بك.[بحاجة لمصدر]
احتلها أيضا الصليبيين في عام (1204) الصليبيين في إسطنبول الإمبراطورية اللاتينية المعمول بها،
إزنيق "للهروب من الإمبراطور البيزنطي III. ألكسيوس انجيلوس نجل Thedoros Laskaris أعلن هنا الإمبراطورية. توفي Laskaris Thedoros في وقت لاحق حول كوروم في وسط الأناضول.
و في هذه الفترة، وبقي ضمن حدود المنطقة ساكاريا الإمبراطورية إزنيق-البيزنطية. 126l في الإمبراطورية اللاتينية انهارت، خففت الحكومة من منطقة ساكاريا. وجاء حاكم البيزنطي إلى وضع شبه مستقل.[بحاجة لمصدر]

## العهد العثماني
شائعات مختلفة عن موت الإدارة العثمانية على الرغم من أن الرأي العام عثمان بك وأورهان غازي هو أن الآن الفترة العثمانية. عثمان الغاز، وهو فعال من 1300، يدخل الحرب المقدسة لمحاربة البيزنطيين، إلى جانب Akako، وSAMSA الرقيب، أيكوت ألبا والغاز كسلاح وعبد الرحمن كاتب الموضوع ألبا كان بينهم. إذا أورهان بك، من يحصل عليه في أيدي صحة والده في الحكومة العسكرية أرسلت مذكرة إلى المواضيع من منطقة ALP نحو البحر الأسود.
تخضع ألبا، Akyazı، Mudurnu وبعد ذلك غزا Konrapa منحت اسمها في الجانب دوزجي. عبد الرحمن، معا Aydos من الغاز الواردة. أظهر غزو بورصة (1326) بطولة كبيرة وتوفي في نفس العام. بعد هذا الموضوع في وفاة أليبور، يضع أعطيت الإدارة لأجل مراد في الأمراء مجتمعة.
سليمان القانوني الصورة أبناء سليم وبايزيد وقت البدء العرش، سليم يد تمسك عقد بايزيد مع kapıkulu الفرسان بين الصراع الدموي قد ترك ندوبا عميقة على السكان المحليين. ومع ذلك، فإن سوه في هذا المجال (أريكة في) أعمال شغب بسبب تضرر Akyazı والمجتمعات المحيطة بها.[بحاجة لمصدر]

## فترة النضال الوطني
مدينة Düzce انتفاضة الصورة بداية من الأيام عندما استدعي للأمر ادابازارى مكان معين إيثام الشركس، وكانت مختلف الأعمال ذلك إلا في أواخر مايو قادرة على الامتثال لهذا النظام عصابات.Yüzbaş مسعود بك تحت قيادته تم أيضا ضغط من جهة المتمردين عن طريق تحريك المكافآت عبر سبنك الغرب لمساعدته.[بحاجة لمصدر]
الشركسي إيثام القوات مساء يوم 23 مايو 1920 سبنك وادابازارى 'ن محل نزاع استولى. الشركسي إيثام الذين جاءوا هناك Akyazı 24 مايو ادابازارى. الناس Akyazı فسلم عليه وكأنه المنقذ.[بحاجة لمصدر]
قوات الشركسية Akyazı إيثام في ذلك إعدام مواطن كما هو موضح العدو القومي، ثم 3 أيام البقاء هنا وجاء إلى Pazarköy الحصان والأسلحة التي اشترتها الموافقة على المشاركة في القرية اللاحقة حسن بك الآن أن هناك تعطى من قبل الناس الذين يعيشون في تلك الأيام مرت في منطقة خندق Beynevit الطريق ومن الواضح من المعلومات.[ما هي؟]

## السكان
الكثافة السكانية أعلى في القرى المنخفضة، لوحظ في إسطنبول كثرة المنتجات. الصناعية من سكان Akyazı. التصنيع هو السبب الرئيسي لزبادة السكان نسبة كبيرة من النمو السكاني في التعداد1997 ،

## المناخ
في Akyazı، المناخ دافئ ومعتدل تهطل الأمطار بكثيرة على مدار العام في Akyazı. حتى في أكثر الشهور جفافًا فتهبط الأمطار بكثرة أيضًا طبقًا كوبين وجيجر فيصنف المناخ إلى Cfa متوسط درجة الحرارة هنا هو 13.9 درجة مئوية متوسط هطول الأمطار السنوي هو 754 ملم.

## روابط خارجية
- بلدية اكازي